# Scaptius sanguistrigata
Scaptius sanguistrigata là một loài bướm đêm thuộc phân họ Arctiinae, họ Erebidae.